# Бёме, Ибрахим
Ибрахим Бёме (нем. Ibrahim Böhme, при рождении Манфред Отто (нем. Manfred Otto); 18 ноября 1944, Лейпциг, Саксония — 22 ноября 1999, Нойштрелиц, Мекленбург — Передняя Померания) — восточногерманский диссидент. По собственным утверждениям, родился в еврейской семье (что позднее было документально опровергнуто), воспитывался у приёмных родителей, позднее принял их фамилию и имя Ибрахим.
Сменил множество различных рабочих мест, в том числе работу повара, официанта, каменщика, педагога и историка. За критику ввода советских войск в Чехословакию был лишён работы. Позднее работал преподавателем немецкого языка для вьетнамских студентов, а также занимался драматургией.
В 1989 году стал одним из основателей Социал-демократической партии в ГДР, ещё в январе-феврале 1990 года СМИ рассматривали его в качестве потенциального триумфатора запланированных на март 1990 года выборов в Народную палату ГДР. Однако в марте были преданы огласке сведения о его связях со Штази, что стало одной из причин резкого падения популярности социал-демократов и привело к исключению Бёме из партии.
От этого удара политику Бёме так и не удалось оправиться. Последние годы жизни он провёл в уединении в скромной квартирке в берлинском районе Пренцлауэр-Берг. До конца своих дней Бёме отрицал факт своего сотрудничества с Министерством госбезопасности ГДР.